# پارک شبه‌ملی میوگی-اروفون-ساکو کوگن
پارک شبه‌ملی میوگی-اروفون-ساکو کوگن (به لاتین: Myōgi-Arafune-Saku Kōgen Quasi-National Park) یک منطقهٔ مسکونی در ژاپن است که در استان گونما واقع شده‌است.